# Alborada del gracioso
L'Alborada del gracioso és una de les obres de Maurice Ravel basades en música espanyola. La seva versió orquestral va ser estrenada el 17 de maig de 1919 a París per part de l'Orquestra Pasdeloup, dirigida per Rhené-Baton.
L'any 1905 Ravel va compondre un conjunt de cinc peces per a piano que va anomenar Miroirs, en les que s'incloïen algunes de les seves primeres obres amb música espanyola. L'Alborada del gracioso va ser una de les peces que després va transcriure per a orquestra.
Alborada significa música del matí. Està relacionada amb l'aubade francesa i amb l'alba del travador que avisa als amants de la sortida del sol. En la tradició espanyola una alborada és simplement quelsevol música interpretada a trenc d'alba, sovint per celebrar una festa o honorar una persona. A l'alborada, Ravel hi afegeix del gracioso, cosa que desemboca en un ball molt animat que comença amb el rasgueig d'una guitarra. L'obra dura uns set minuts.

## Instrumentació
- 3 flautes i flautí
- 2 oboès i corn anglès
- 2 clarinets
- 2 fagots i contrafagot
- 4 trompes
- 2 trompetes
- 3 trombons
- Tuba
- Timbales
- Cròtals
- Triangle
- Pandereta
- Castanyetes
- Caixa
- Plats
- Bombo
- Xilòfon
- 2 arpes
- Violins
- Violes
- Violoncels
- Contrabaixos[4]